# Соловчиха
Соловчиха (рос. Соловчиха) — село в Радищевському районі Ульяновської області Російської Федерації.
Населення становить 438 осіб. Входить до складу муніципального утворення Дмитрієвське сільське поселення.

## Історія
Населений пункт розташований на території українського культурного та етнічного краю Жовтий Клин.
Від 2004 року входить до складу муніципального утворення Дмитрієвське сільське поселення.

## Населення
| 2010 |
| ---- |
| 438  |